# Alieu Badara N’Jie
Alhaji Alieu Badara N’Jie CRG (* 1904 in Bathurst; † 21. April 1982 auch Aliu Badara N’Jie) war Außenminister von Gambia.

## Leben
| Parlamentswahl | Stimmen | Stimmanteil |
| -------------- | ------- | ----------- |
| 1960           | 552     | 50,83 %     |
| 1962           | 657     | 52,10 %     |

| Parlamentswahl | Stimmen | Stimmanteil |
| -------------- | ------- | ----------- |
| 1966           | 2.402   | 79,69 %     |
| 1972           | 2.696   | 75,71 %     |
| 1977           | 2.081   | 52,08 %     |

Von 1962 bis 1965 war N’Jie in der britischen Kolonie Gambia Minister für öffentliche Arbeiten und Kommunikation. Dann gehörte N’Jie dem Kabinett Jawara I unter Staatspräsident Dawda Jawara als erster Außenminister Gambias von 1965 bis 1967 an. 1968 übernahm er ein anderes Ressort und wurde 1968 Minister für Kommunalverwaltung und Ländereien, 1970 Minister für Tourismus und 1972 Minister für Landwirtschaft.
In einer zweiten Amtszeit als Außenminister hatte er noch einmal von 1974 bis zum 1977 anschließend und fungierte er ab April 1977 kurz als Jawaras Vizepräsident. N’Jie starb 1982 bei einem Hubschrauberabsturz.

## Auszeichnungen
- 1955: Order of the British Empire (MBE)
- unbekannt (vor 1976): Order of the Republic of The Gambia (CRG)[4]
- Order of St Michael and St George (CMG)
- Justice of the Peace (JP)